# سيف الدين غازي الثاني
سيف الدين غازي الثاني كان حاكما للموصل 565-576هـ. وهو ابن قطب الدين مودود بن عماد الدين زنكي بن آق سنقر، صاحب الموصل، وهو ابن أخي المذكور قبله؛ تقلد المملكة بعد وفاة أبيه مودود، وهو والد سنجر شاه صاحب جزيرة ابني عمر، ولما توفي والده - في التاريخ الآتي ذكره في ترجمته - بلغ الخبر الدين وهو بتل باشر، فسار من ليلته طالبا بلاد الموصل إلى الرقة في المحرم سنة ست وستين وخمسمائة وملكها، وسار منها إلى نصيبين فملكها في بقية الشهر، وأخذ سنجار في شهر ربيع الآخر منها، ثم قصد الموصل وقصد أن لايقاتلها، فعبر بعسكره من مخاضة بلد - وهي سيف الدين المذكور وعرفه صحة قصده، فصالحه ودخل الموصل في ثالث عشر جمادى الأولى، وأقر صاحبها فيها وزوجه ابنته وأعطى أخاه عماد الدين زنكي - المذكور في ترجمة جده عماد الدين زنكي - سنجار، وخرج من الموصل وعاد إلى الشام ودخل حلب في شعبان من السنة المذكورة، فلما مات نور الدين وملك صلاح الدين دمشق ونزل على حلب يحاصرها سير سيف الدين المذكور جيشا مقدمه أخوه عز الدين مسعود - الآتي ذكره إن شاء الله - والتقوا عند قرون حماة، وسيأتي تفصيل ذلك هناك، فلما انكسر عز الدين مسعود تجهز سيف الدين بنفسه وخرج إلى لقائه وتصافا على تل السلطان، وهي قرية بين حلب حماة، وذلك في بكرة الخميس عاشر شوال سنة إحدى وسبعين وخمسمائة، قال العماد الأصبهاني في - البرق الشامي - ابن شداد في - سيرة صلاح الدين -: إنه انكسرت ميسرة صلاح الدين بمظفر الدين ابن زين الدين، فإنه كان في ميمنة سيف الدين ثم حمل صلاح الدين بنفسه، فانهزم جيش سيف الدين وعاد إلى حلب، ثم رحل إلى الموصل، ومظفر الدين المذكور هو صاحب إربل - وترجمته في حرف الكاف - وأقام غازي في المملكة عشر سنين وشهورا، وأصابه مرض مزمن وتوفي يوم الأحد ثالث صفر سنة ست وسبعين وخمسمائة، ، وتولى بعده أخوه عز الدين مسعود - وسيأتي ذكره إن شاء الله - وكان مرضه السل، وطال به، وعاش مقدار ثلاثين سنة.